# Rönnträsktjärnarna
Rönnträsktjärnarna är varandra näraliggande sjöar i Vindelns kommun i Västerbotten som ingår i Umeälvens huvudavrinningsområde:
- Rönnträsktjärnarna (Degerfors socken, Västerbotten, 715343-168006), sjö i Vindelns kommun, 64°26′19″N 19°32′42″Ö / 64.4387°N 19.5451°Ö
- Rönnträsktjärnarna (Degerfors socken, Västerbotten, 715357-167997), sjö i Vindelns kommun, 64°26′24″N 19°32′36″Ö / 64.44°N 19.5434°Ö